# Moscow City
Moscow International Business Center (în rusă Московский международный деловой центр; ММДЦ), cunoscut și ca Moscow City, este un district comercial în centrul Moscovei, Rusia. Moscow City cuprinde șase zgârie-nori cu o înălțime maximă de peste 300 m (Shanghai are cinci, Hong Kong are șase, Chicago are șase, New York are șapte). Cea mai înaltă clădire din Europa, Turnul Federației, este situat în Moscow City. În prezent, întregul district comercial se află în ample procese de construcție și dezvoltare.

## Plan general
| Terminată | Înălțime proiectată | În construcție | Ciclu zero | Anulată | Planificată |

| Numărul parcelei | Nume                           | Imagine | Începută | Terminată | Numărul de clădiri din complex | Înălțimea acoperișului | Înălțime maximă | Număr de etaje | Suprafață totală |
| ---------------- | ------------------------------ | ------- | -------- | --------- | ------------------------------ | ---------------------- | --------------- | -------------- | ---------------- |
| 0                | Tower 2000 și Bagration Bridge |         | 1996     | 2001      | 1                              | 104 m                  | 104 m           | 32             | 61.057 m²        |
| 1                | Expocentre                     |         | 1977     | 2008      | 8                              | 15 m                   | 15 m            | 10             | 165.000 m²       |
| 2–3              | Evolution Tower                |         | 2008     | 2015      | 1                              | 247 m                  | 255 m           | 53             | 169.000 m²       |
| 4                | Imperia Tower                  |         | 2001     | 2011      | 2                              | 232 m                  | 239 m           | 60             | 287.723 m²       |
| 6–8              | Central Core                   |         | 2005     | 2015      | 3                              | 50 m                   | 50 m            | 6              | 450.000 m²       |
| 9                | City of Capitals               |         | 2005     | 2010      | 3                              | 302 m                  | 302 m           | 76             | 288.680 m²       |
| 10               | Naberezhnaya Tower             |         | 2003     | 2007      | 3                              | 268 m                  | 285 m           | 61             | 254.000 m²       |
| 11               | IQ-quarter                     |         | 2011     | 2015      | 3                              | 177 m                  | 177 m           | 43             | 228.000 m²       |
| 12               | Eurasia                        |         | 2006     | 2014      | 1                              | 302 m                  | 309 m           | 67             | 207.542 m²       |
| 13               | Federation Tower               |         | 2004     | 2016      | 2                              | 374 m                  | 374 m           | 95             | 439.154 m²       |
| 14               | Mercury City Tower             |         | 2006     | 2013      | 1                              | 339 m                  | 339 m           | 75             | 158.528 m²       |
| 15               | Grand City Moscow              |         | 2013     | 2016      | 1                              | 283 m                  | 283 m           | 50             | 315.282 m²       |
| 16               | OKO                            |         | 2011     | 2015      | 2                              | 352 m                  | 352 m           | 85             | 429.600 m²       |
| 17–18            | Neva Towers                    |         | 2013     | 2018      | 2                              | 337 m                  | 337 m           | 65             | 357.000 m²       |
| 19               | Northern Tower                 |         | 2005     | 2007      | 1                              | 105 m                  | 132 m           | 27             | 135.000 m²       |
| 21               | Yury Dolgoruky Tower           |         | 2016     | 2018      | 2                              |                        |                 | 57             | 249.073 m²       |
|                  | Russia Tower                   |         | 2008     |           | 1                              | 612 m                  | 612 m           | 118            |                  |